# Bellator 257
Bellator 257: Nemkov vs. Davis 2 è stato un evento di arti marziali miste tenuto dalla Bellator MMA il 16 aprile 2021 al Mohegan Sun Arena di Uncasville negli Stati Uniti.

## Risultati
|                                        | Divisione             |                  |           |                           | Metodo                                        | Round     | Tempo     | Note      |
| Main Card                              | Main Card             | Main Card        | Main Card | Main Card                 | Main Card                                     | Main Card | Main Card | Main Card |
| -------------------------------------- | --------------------- | ---------------- | --------- | ------------------------- | --------------------------------------------- | --------- | --------- | --------- |
| Sfida valida per il titolo di campione | Pesi mediomassimi     | Vadim Nemkov (c) | batte     | Phil Davis                | Decisione unanime (48–47, 48–47, 48–47)       | 5         | 5:00      | [ 1 ]     |
|                                        | Pesi mediomassimi     | Corey Anderson   | batte     | Dovletdzhan Yagshimuradov | KO tecnico (gomitate e pugni)                 | 3         | 2:15      | [ 1 ]     |
|                                        | Pesi mosca femminili  | Veta Arteaga     | batte     | Desiree Yanez             | Decisione maggioritaria (28–28, 29–27, 29–27) | 3         | 5:00      |           |
|                                        | Catchweight (175 lbs) | Paul Daley       | batte     | Sabah Homasi              | KO tecnico (pugni)                            | 2         | 1:44      |           |
| Preliminary Card                       |                       |                  |           |                           |                                               |           |           |           |
|                                        | Pesi piuma femminili  | Julia Budd       | batte     | Dayana Silva              | Decisione non unanime (28–29, 29–28, 29–28)   | 3         | 5:00      |           |
|                                        | Pesi mediomassimi     | Julius Anglickas | batte     | Gregory Milliard          | Decisione unanime (29–28, 30–27, 30–27)       | 3         | 5:00      |           |
|                                        | Pesi massimi          | Steve Mowry      | batte     | Shaun Asher               | KO tecnico (ginocchiata e pugni)              | 1         | 0:55      |           |
|                                        | Pesi welter           | Grachik Bozinyan | batte     | Demarques Jackson         | Decisione unanime (30–27, 29–28, 29–28)       | 3         | 5:00      |           |
|                                        | Pesi welter           | Raymond Daniels  | batte     | Peter Stanonik            | Decisione unanime (30–26, 30–27, 30–26)       | 3         | 5:00      |           |
|                                        | Pesi leggeri          | Lance Gibson Jr. | batte     | Marcus Surin              | Decisione unanime (29–28, 30–27, 30–27)       | 3         | 5:00      |           |
|                                        | Pesi mediomassimi     | Karl Albrektsson | batte     | Viktor Nemkov             | Decisione unanime (29–28, 30–27, 30–27)       | 3         | 5:00      |           |
|                                        | Pesi piuma            | Mads Burnell     | batte     | Saul Rogers               | Sottomissione (rear-naked choke)              | 2         | 4:08      |           |
|                                        | Pesi piuma            | Jay-Jay Wilson   | batte     | Pedro Carvalho            | KO tecnico (pugni)                            | 2         | 0:53      |           |